# Mohamed Fawzi
Mohamed Fawzi (Abu Dhabi, 22 de fevereiro de 1990) é um futebolista profissional emiratense que atua como defensor.

## Carreira
Mohamed Fawzi fez parte do elenco da Seleção Emiratense de Futebol da Olimpíadas de 2012.